# Sauris interruptata
Sauris interruptata là một loài bướm đêm trong họ Geometridae.